# Техентин
Техентин (нем. Techentin) — община в Германии, в земле Мекленбург-Передняя Померания.
Входит в состав района Пархим. Подчиняется управлению Гольдберг-Мильдениц. Население составляет 713 человек (на 31 декабря 2010 года). Занимает площадь 32,75 км².
Коммуна подразделяется на 5 сельских округов.
В состав коммуны входят населённые пункты: Аугцин, Белов, Хоф-Хаген, Лангенхаген, Мюлендорф, Техентин и Циддерих.

## Известные уроженцы, жители
Бернгард Мориц Карл Людвиг Ридель (нем. Bernhard Moritz Carl Ludwig Riedel;  1846, Тешентин, великое герцогство Мекленбург-Шверин —  1916, Йена) — немецкий хирург, прозектор анатомии в Ростоке, профессор и директор хирургической клиники в Йене с 1888 года.